# Hamataliwa laeta
Hamataliwa laeta là một loài nhện trong họ Oxyopidae.
Loài này thuộc chi Hamataliwa. Hamataliwa laeta được Octavius Pickard-Cambridge miêu tả năm 1894.